# Хилсвил (Вирџинија)
Хилсвил (Вирџинија) (енгл. Hillsville) град је у америчкој савезној држави Вирџинија. По попису становништва из 2010. у њему је живело 2.681 становника.

## Демографија
Према попису становништва из 2010. у граду је живело 2.681 становника, што је 74 (2,8%) становника више него 2000. године.
| Група             | 2000.         | 2010.         |
| Белци             | 2.489 (95,5%) | 2.562 (95,6%) |
| Афроамериканци    | 5 (0,2%)      | 16 (0,6%)     |
| Азијати           | 11 (0,4%)     | 19 (0,7%)     |
| Хиспаноамериканци | 87 (3,3%)     | 62 (2,3%)     |
| Укупно            | 2.607         | 2.681         |